# Tấn Vũ công
Tấn Vũ công (chữ Hán: 晉武公 : 754 TCN – 677 TCN), tên thật là Cơ Xứng (姬稱),còn được gọi là Khúc Ốc quân hoặc Khúc Ốc bá, là vị vua thứ 18 của nước Tấn - chư hầu nhà Chu trong lịch sử Trung Quốc.

## Thân thế
Cơ Xứng là chắt của Tấn Mục hầu, cháu nội của Khúc Ốc Hoàn Thúc và con của Khúc Ốc Trang Bá.
Kể từ đời ông nội Cơ Xứng là Cơ Thành Sư được phong ở Khúc Ốc, chi thứ đã tranh ngôi vua Tấn với chi trưởng ở đất Dực vào các năm 740 TCN, 724 TCN, 718 TCN. Trong 3 lần tiến vào đất Dực, tuy lực lượng Khúc Ốc giết được vua Tấn nhưng thế lực ủng hộ chi trưởng còn mạnh; mặt khác nhà Chu cũng can thiệp nhằm bảo vệ ngôi tông trưởng; do đó chi Khúc Ốc đều phải rút về căn cứ sau một thời gian ngắn chiếm kinh đô.
Dù phải rút khỏi kinh đô nhưng lực lượng Khúc Ốc không bị lực lượng chính thống ở đất Dực truy kích vì vua Tấn không đủ mạnh.
Năm 716 TCN, Trang Bá Thiện mất. Cơ Xứng lên nối ngôi. Ông kế tục ý định giành ngôi vua Tấn của cha và ông.

## Đoạt ngôi nước Tấn
Năm 711 TCN, nhân Tấn Ai hầu mang quân đánh ấp Hình Đình, người ấp Hình Đình bèn cầu cứu, xin liên minh với Khúc Ốc chống lại vua Tấn. Năm 710 TCN, Cơ Xứng mang quân đối địch với Tấn Ai hầu tại sông Phần Thủy. Cơ Xứng đánh bại Tấn Ai hầu và bắt làm tù binh. Năm sau, ông giết chết Tấn Ai hầu.
Người nước Tấn lập con Ai hầu là Tấn Tiểu Tử hầu lên thay. Nhưng chỉ 4 năm sau (706 TCN) Cơ Xứng lại lừa bắt Tiểu Tử hầu giết chết. Chu Hoàn Vương sai Quắc Trọng đánh vào nước Tấn, tấn công Cơ Xứng. Ông rút về cố thủ trong thành Khúc Ốc. Quắc Trọng không đánh hạ được thành Khúc Ốc đành rút lui và lập em Tấn Ai hầu là Cơ Dẫn làm vua Tấn, tức là Tấn hầu Dẫn.
Cục diện hòa bình giữa Khúc Ốc và Dực kéo dài được 28 năm. Năm 679 TCN đời Chu Ly Vương, Cơ Xứng từ Khúc Ốc lại mang quân tấn công đất Dực, giết chết Tấn hầu Dẫn. Để tránh sự can thiệp của nhà Chu như những lần trước, Cơ Xứng mang của cải nước Tấn đút lót cho Chu Ly vương, vua Chu không can thiệp vào nước Tấn như các đời trước nữa và đồng ý công nhận Cơ Xứng làm vua chư hầu nước Tấn.
Cơ Xứng làm vua ở Khúc Ốc 37 năm thì trở thành Tấn Vũ công, sáp nhập đất Dực và đất Khúc Ốc vào làm một. Cục diện chia cắt nước Tấn giữa đất Dực và Khúc Ốc kéo dài 68 năm, từ năm 746 TCN đến năm 679 TCN đến đó chấm dứt. Tính ra từ khi lên ngôi ở Khúc Ốc tới khi giành cả nước Tấn, Cơ Xứng 2 lần tấn công đất Dực, giết cả ba đời vua Tấn. Chi trưởng nước Tấn kế tục được 16 đời chấm dứt, Cơ Xứng thuộc thế hệ thứ 13 của chi thứ lên làm vua.
Khi thống nhất nước Tấn, Tấn Vũ công đã cao tuổi. Ông làm vua cả nước Tấn được 2 năm thì mất năm 677 TCN. Tính từ khi làm vua ở Khúc Ốc, Vũ công ở ngôi 39 năm. Con ông là Cơ Quỹ Chư lên nối ngôi, tức là Tấn Hiến công.

## Gia quyến
- Con trai

1. Tấn Hiến công
2. Dương Bá Kiều(thủy tổ họ Dương(杨姓))